# Болгова Ельвіра Олексіївна
Болгова Ельвіра Олексіївна (рос. Болгова Эльвира Алексеевна; нар. 28 грудня 1975, Москва, РРФСР, СРСР) — російська актриса театру та кіно.

## Біографічні відомості
У 1996 році закінчила Вище театральне училище імені М. С. Щепкіна (майстерня В.І. Коршунова). 
У 1996—1997 рр. — актриса театру «Сатирикон».
У 1997—2002 рр. — актриса Театру імені Моссовєта.
У 2017 році закінчила Вищі курси сценаристів і режисерів (майстерня режисури ігрового фільму І. Квірікадзе і А. М. Добровольського). Дипломна робота — короткометражний художній фільм «Голоси за вікном» (2017).
Фігурант бази даних центру «Миротворець» (зйомки у 2017 році в окупованому РФ Криму у т/с рос. «Между нами, девочками» (робоча назва) — у прокат вийшов як рос. «Девичник»).

## Фільмографіяя
Акторські роботи:
- «Безодня» (1995, к/м)
- «Ретро втрьох» (1998, дівчина з виноградом)
- «Сибірський спас» (1998, Неждана)
- «Кому я винен — всім прощаю» (1998, Поліна)
- «Тести для справжніх чоловіків» (1998, Ельвіра)
- «Прості істини» (1999—2003, т/с, Ольга Дмитрівна Бородіна, учитель хімії)
- «Любов.ru» (2000, т/с)
- «Салон краси» (2000, т/с, Мілена)
- «Часи не обирають» (2001, т/с, Надія Торопова)
- «Курортний роман» (серія «Жриця кохання») (2001, т/с, Катя)
- «Новорічні пригоди» (2001, т/ф, Наташа)
- «Самотність крові» (2002, дівчина-студентка)
- «Брати і Ліза» (2002, фільм-спектакль; Ліза)
- «Олександр Пушкін» (2002, панночка)
- «Не звикайте до чудес...» (2003, епізод)
- «Час — гроші» (2003, Олена Царьова)
- «Бажана» (2003, т/с, Таня (у молодості)
- «Близнюки» (2004, т/с, Фатіма Ібрагімова, Віра і Люба Аксьонови, сестри-близнюки)
- «Моє велике вірменське весілля» (2004, Олена)
- «Холостяки» (2004, т/с, Зіна)
- «Офіцери» (2006, т/с, Женя)
- «Герой нашого часу» (2006, т/с, Віра, колишня любов Печоріна)
- «Подорож у закоханість» (2007, т/ф, Катерина Василівна («Кішка»), подруга Марії та Віри)
- «Молодий Вовкодав» (2007, Нея)
- «Так не буває» (2007, Дар'я Сергіївна Кравець; Україна)
- «Стрітрейсери» (2008, Лора)
- «Два кольори пристрасті» (2008, т/с, Віра Андріївна Тимошина (Скворцова)
- «Якось у провінції» (2008, Віра Спірідонова, сестра Анастасії)
- рос. «Девичник» (2009, т/с, Марія Олексіївна Петрова (Маруся)
- «Перша спроба» (2009, т/ф, Мара Петрівна Олександрова)
- «Серце капітана Немова» (2009, т/с, Катерина Дубравіна, наречена Петра Немова)
- «Ми дивилися телевізор» (2010, к/м)
- «Острів непотрібних людей» (2012, т/с, Єлизавета Андріївна Каморіна, дружина Каморіна; Росія—Україна)
- «Красуня та чудовисько» (2012, т/ф, Людмила Спіцина)
- «Ліки проти страху» (2013, т/с, Рита Шаграй)
- «Тато напрокат» (2013, т/с, Ірина Володимирівна Панкратова)
- «Траса» (2013, Наталія Новікова, дружина Бориса)
- «Дівчина середніх років» (2014, т/с, Ксенія Кузнєцова (Ксюша)
- «Неймовірні пригоди Аліни» (2014, т/с, Аліна Троянська (Алла Тичкова), відомий письменник)
- «Остання жертва Анни» (2015, Анна Андріївна Димова)
- «Заміж після всіх» (2016, Олена Крапівіна, лікар)
- «Чужа дочка» (2016, т/с, Віра)
- рос. «Девичник» (2017, т/с, Тетяна)
- «Гра» (2018, Марина, дружина Юрія; реж. Д. Астрахан)
- «Фатальне SMS» (2018, Ольга)
- «Пасажир із Сан-Франциско» (2019, Наталія)
- «Перші зустрічні» (2019, т/с, Вероніка Леонова)
- «Анатомія вбивства-5» (2022, т/с, Олена Каравайчук)
- «У парку Чаїр» (у виробництві) (2023, т/с, мати Люби та ін.

Режисер-постановник:
- «Голоси за вікном» (2017, к/м, дипломна робота ВКСР)